# Magdalena García Durán (activista)
Magdalena García Durán es una mujer mazahua originaria de San Antonio Pueblo Nuevo, municipio de San José de Rincón, Estado de México; defensora de los derechos de los indígenas que radican en la Ciudad de México. Es concejala del Concejo Indígena de Gobierno y reconocida por Amnistía Internacional como presa de conciencia.

## Encarcelamiento
El 4 de mayo del 2006 respondió a un llamado de apoyo por el Frente de Pueblos en Defensa de la Tierra (FPDT) en San Salvador Atenco y Texcoco. García Durán es detenida en Salvador Atenco el 10 de mayo del mismo año, acusada de secuestro equiparado y ataques a las vías de comunicación;  la polícía federal incurrió en graves violaciones  a los derechos humanos durante las masivas detenciones de activistas ejidatarios, incluyendo evidencia de abuso sexual contra al menos 26 mujeres. Las acusaciones hacia García Durán señalaban actos de embosco y secuestro a seis policías y bloqueo de la carretera Lechería Texcoco el día 3 de mayo.  Se le aplica acto de formal prisión, y queda en encarcelamiento durante 12 meses en el penal de Santiaguito en Almoloya, y 6 meses en el penal de Molino de las Flores de Texcoco, Edo., de México.

## Absolución de cargos
Barbará Zamora abogada de García Durán promovió tres amparos, los cuales fueron negados, sin embargo, fue liberada el 9 de noviembre de 2007, del penal de Molino de las Flores de Texcoco, Edo., de México; por falta de pruebas y sustento jurídico, ya que el día que transcurren las acusaciones se encontraba haciendo un recorrido por diferentes lugares de la Ciudad de México con la finalidad de promover el primer Concurso Delegacional de Artesanías. El juez noveno de Distrito, con sede en Nezahualcóyotl, Alberto Cervantes, decretó la liberación de la indígena mazahua.